# Oreana (Illinois)
Oreana es una villa ubicada en el condado de Macon en el estado estadounidense de Illinois. En el Censo de 2010 tenía una población de 875 habitantes y una densidad poblacional de 678,39 personas por km².

## Geografía
Oreana se encuentra ubicada en las coordenadas 39°56′13″N 88°52′10″O / 39.93694, -88.86944. Según la Oficina del Censo de los Estados Unidos, Oreana tiene una superficie total de 1.29 km², de la cual 1.29 km² corresponden a tierra firme y (0%) 0 km² es agua.

## Demografía
Según el censo de 2010, había 875 personas residiendo en Oreana. La densidad de población era de 678,39 hab./km². De los 875 habitantes, Oreana estaba compuesto por el 97.26% blancos, el 0.91% eran afroamericanos, el 0.23% eran amerindios, el 0.34% eran asiáticos, el 0% eran isleños del Pacífico, el 0% eran de otras razas y el 1.26% pertenecían a dos o más razas. Del total de la población el 1.14% eran hispanos o latinos de cualquier raza.